# 阿尔玛·罗斯
阿尔玛·罗斯（德語：Alma Rosé，1906年11月3日—1944年4月4日），奥地利犹太裔小提琴家，逝世于奥斯维辛集中营。

## 生平

### 家庭
阿尔玛·罗斯出生于维也纳的音乐世家，她的父亲阿诺德·罗斯担任维也纳歌剧院的乐团首席达57年，曾就职于维也纳爱乐乐团，叔叔是著名作曲家古斯塔夫·马勒，而她的名字就从姨妈兼教母的作曲家阿尔玛·马勒处得来。如此环境熏陶下成长的阿尔玛·罗斯随父亲学习，成为一名小提琴手。

### 职业生涯
1920年，罗斯首次在巴特伊施尔登台独奏，1926年在父亲指挥下于金色大厅和维也纳国立歌剧院乐团合作演出，1927年和维也纳交响乐团一同广播表演。1929年5月，罗斯在维也纳录制了自己唯一的一张唱片，曲目是巴赫的双小提琴协奏曲（BWV 1043）。
1930年，阿尔玛·罗斯与捷克小提琴家瓦萨·普利荷达结婚，普利荷达被认作20世纪最伟大的小提琴演奏家之一，两人一同举办了不少成功的音乐会。1935年离婚后，罗斯从布拉格搬回维也纳。后来人们指责普利荷达因为纳粹的反犹法律而与妻子离婚，但这种说法其实站不住脚，其第二任妻子也是犹太人。
罗斯1932年创建了名为“维也纳华尔兹少女”（die Wiener Walzermädeln）的女子乐团，在欧洲各地巡回演出。1934至1938年间，罗斯在海外举办了数场抗议德国纳粹统治的音乐会。

### 逃亡岁月

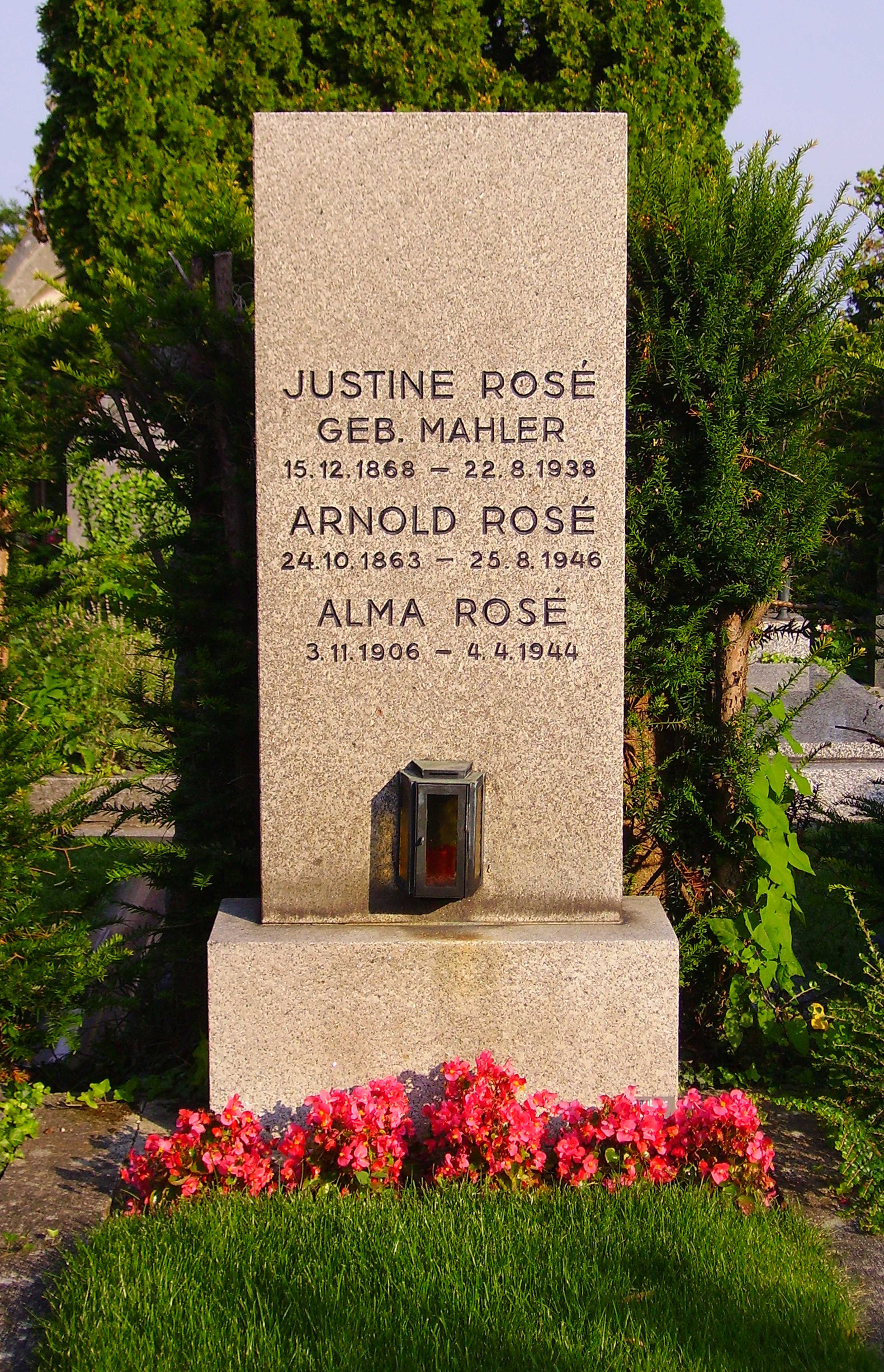
刻有阿尔玛·罗斯和其父母名字的墓碑，位于奥地利维也纳

1938年3月12日德奥合并之后，罗斯组建的女子乐团被帝国文化部强制解散。在小提琴家弗莱什·卡罗伊的帮助下，罗斯和父亲先后逃亡至伦敦，罗斯的哥哥逃到了加拿大，她的叔叔则不幸被捕，在特雷津集中营被谋杀。
1939年11月，二战爆发三个月后，罗斯为一场音乐会飞往阿姆斯特丹。德国1940年占领荷兰后，罗斯不得不潜藏起来，于1941至1942年间偷偷举办私人音乐会。罗斯还与一位荷兰工程师假结婚，以取得一个“雅利安人”姓氏来保护自己。
1942年8月7日，犹太人在荷兰开始被驱逐之后，罗斯写信告知弗莱什，自己即将逃往法国。1942年12月，罗斯在法国第戎被德国别动队逮捕，关押于德朗西集中营。

### 奥斯威辛集中营
1943年7月20日，罗斯抵达奥斯维辛集中营一号营，臂章编号为“50381”。在集中营，荷兰女子伊玛·范·埃索（Ima van Esso）认出了曾在阿姆斯特丹演出的罗斯，她帮助罗斯取得了一把小提琴。每天晚上，当党卫军守卫离开后，罗斯就为囚友们演奏音乐。不久之后，罗斯被移至专收妇女的二号营──比克瑙集中营，臭名昭著的女看守玛丽亚·曼德尔指派她负责指挥由囚犯组成的女子乐团。虽然乐团成员大多都属业余，罗斯还是精心打理，让这一部分囚犯保命下来。罗斯死后，大部分乐团成员都死于大屠杀。
1944年4月2日，罗斯最后一次指挥乐团，4月4日在高烧中去世，死因可能是肉毒杆菌中毒。阿尔玛·罗斯没有自己的墓，后人将她的名字刻在其父母的墓碑上。维也纳的法沃里滕区有一条巷子以她的名字命名。

## 延伸阅读
- Richard Newman; Karen Kirtley. . Amadeus Press. 2000. ISBN 1-57467-051-4 （英语）.
- 纪念阿尔玛·罗斯的报刊文章节选 （页面存档备份，存于）（德文）（英文）